# Jeronim Močević
Jeronim Močević (világi nevén Siniša Močević; Szarajevó, 1969. szeptember 26. – Újvidék, 2016. november 24.) címzetes egri püspök, a bácskai egyházmegye vikáriusa.
Jeronim püspök 1969-ben született Szarajevóban. Az általános és középiskolai tanulmányait követően, 1990. november 21-én, Szent Mihály arkangyal ünnepén, a kovilji (alsókaboli) monostorban tett szerzetesi fogadalmat. 1991. január 27-én szentelték diakónussá. 1999-ben archidiakónusi rangra emelték. 2002-ben végzett a belgrádi egyetem teológiai karán. 2003-ban szentelték pappá. Posztgraduális képzés keretében a római Keleti Intézetben tanult, ahol 2005-ben magiszteri címet szerzett, a liturgika tárgyköréből írt munkájával. 2008-ban, Szent Fülöp apostol ünnepén a kis-ázsiai Szmirnában (Izmirben) archimandritai rangra emelték, majd Szent Illés próféta ünnepén lelki atyává (gyóntatóatyává) nevezték ki. Teológiai doktori munkája tárgyául liturgiatörténeti témát választott. A szerb ortodox egyház szent szinódusa 2014. május 23-án címzetes egri püspöki rangban a bácskai egyházmegye segédpüspökévé választotta. Püspökké szentelésére 2014. szeptember 28-án, a belgrádi Szent Mihály arkangyal székesegyházban került sor, Irinej szerb pátriárka és 22 püspök részvételével.
Jeronim püspök széleskörű műveltséggel rendelkező, több nyelvet beszélő főpásztor volt. Tanulmányai során elsajátította a görög, az olasz, a francia, az orosz, a német és az angol nyelvet. Nagyszerűen ismerte az ortodox istentisztelet részleteit, az egyes ortodox egyházak liturgikus hagyományai közötti finom különbségeket. Kiváló énekes volt, a bizánci énekes hagyomány értő ismerője és tolmácsolója.